# Olympische Winterspiele 1994/Teilnehmer (Australien)
| Gelbes Symbol für Goldmedaillen mit stilisierten Olympischen Ringen | Graues Symbol für Silbermedaillen mit stilisierten Olympischen Ringen | Braundes Symbol für Bronzemedaillen mit stilisierten Olympischen Ringen |
| ------------------------------------------------------------------- | --------------------------------------------------------------------- | ----------------------------------------------------------------------- |
| —                                                                   | —                                                                     | 1                                                                       |

Australien nahm an den Olympischen Winterspielen 1994 im norwegischen Lillehammer mit einer Delegation von 25 Athleten in neun Disziplinen teil, davon 18 Männer und 7 Frauen. Die 5000-m-Staffel der Männer im Shorttrack gewann mit Bronze die einzige Medaille für Australien bei diesen Spielen.
Fahnenträgerin bei der Eröffnungsfeier war die Freestyle-Skierin Kirstie Marshall.

## Medaillen

### Medaillenspiegel
| Rang   | Sportart   | Gold | Silber | Bronze | Gesamt |
| ------ | ---------- | ---- | ------ | ------ | ------ |
| 1      | Shorttrack | –    | —      | 1      | 1      |
| Gesamt | Gesamt     | 0    | 0      | 1      | 1      |

### Medaillengewinner
| Name/n                                                        | Sportart   | Wettkampf      |
| ------------------------------------------------------------- | ---------- | -------------- |
| Bronze                                                        |            |                |
| Steven Bradbury Kieran Hansen Andrew Murtha Richard Nizielski | Shorttrack | 5000-m-Staffel |

## Teilnehmer nach Sportarten

### Biathlon
| Athleten       | Wettbewerbe   | Zeit        | Fehler      | Rang |
| -------------- | ------------- | ----------- | ----------- | ---- |
| Frauen         |               |             |             |      |
| Sandra Paintin | 7,5 km Sprint | 28:31,1 min | 1 (0+1)     | 40   |
| Sandra Paintin | 15 km Einzel  | 1:01:21,7 h | 7 (1+3+1+2) | 64   |
| Kerryn Rim     | 7,5 km Sprint | 27:32,3 min | 2 (0+2)     | 21   |
| Kerryn Rim     | 15 km Einzel  | 54:10,1 min | 2 (1+1+0+0) | 8    |

### Bob
| Athleten                                                | Wettbewerb | Lauf 1  | Lauf 1 | Lauf 2  | Lauf 2 | Lauf 3  | Lauf 3 | Lauf 4  | Lauf 4 | Gesamt      | Gesamt |
| Athleten                                                | Wettbewerb | Zeit    | Rang   | Zeit    | Rang   | Zeit    | Rang   | Zeit    | Rang   | Zeit        | Rang   |
| ------------------------------------------------------- | ---------- | ------- | ------ | ------- | ------ | ------- | ------ | ------- | ------ | ----------- | ------ |
| Männer                                                  |            |         |        |         |        |         |        |         |        |             |        |
| Justin McDonald Glenn Carroll                           | Zweierbob  | 54,03 s | 28     | 53,96 s | 27     | 54,21 s | 29     | 54,27 s | 27     | 3:36,47 min | 27     |
| Justin McDonald Adam Barclay Scott Walker Glenn Carroll | Viererbob  | 52,48 s | 16     | 52,67 s | 21     | 52,85 s | 20     | 53,02 s | 20     | 3:31,02 min | 20     |

### Eiskunstlauf
| Athleten                   | Wettbewerbe | Pflichttanz 1 | Pflichttanz 1 | Pflichttanz 2 | Pflichttanz 2 | Originaltanz | Originaltanz | Kurzprogramm | Kurzprogramm | Kür/Kürtanz | Kür/Kürtanz | Gesamt    | Gesamt |
| Athleten                   | Wettbewerbe | Bewertung     | Rang          | Bewertung     | Rang          | Bewertung    | Rang         | Bewertung    | Rang         | Bewertung   | Rang        | Bewertung | Rang   |
| -------------------------- | ----------- | ------------- | ------------- | ------------- | ------------- | ------------ | ------------ | ------------ | ------------ | ----------- | ----------- | --------- | ------ |
| Männer                     |             |               |               |               |               |              |              |              |              |             |             |           |        |
| Stephen Carr               | Einzel      | —             | —             | —             | —             | —            | —            | 10,0         | 20           | 18,0        | 18          | 28,0      | 18     |
| Mixed                      |             |               |               |               |               |              |              |              |              |             |             |           |        |
| Danielle Carr Stephen Carr | Paarlauf    | —             | —             | —             | —             | —            | —            | 5,0          | 10           | 11,0        | 11          | 16,0      | 11     |

### Eisschnelllauf
| Athleten           | Wettbewerbe | Zeit        | Rang |
| ------------------ | ----------- | ----------- | ---- |
| Männer             |             |             |      |
| Danny Kah          | 1500 m      | 1:56,04 min | 25   |
| Danny Kah          | 5000 m      | 7:00,02 min | 25   |
| Phillip Tahmindjis | 1000 m      | 1:16,29 min | 37   |
| Phillip Tahmindjis | 1500 m      | 1:57,59 min | 36   |

### Freestyle-Skiing
| Athleten         | Wettbewerbe | Qualifikation | Qualifikation | Finale        | Finale        | Rang |
| Athleten         | Wettbewerbe | Punkte        | Rang          | Punkte        | Rang          | Rang |
| ---------------- | ----------- | ------------- | ------------- | ------------- | ------------- | ---- |
| Frauen           |             |               |               |               |               |      |
| Jacqui Cooper    | Aerials     | 139,67        | 16            | ausgeschieden | ausgeschieden | 16   |
| Kirstie Marshall | Aerials     | 166,12        | 1             | 150,76        | 6             | 6    |
| Männer           |             |               |               |               |               |      |
| Nick Cleaver     | Buckelpiste | 24,34         | 15            | 23,02         | 16            | 16   |
| Adrian Costa     | Buckelpiste | 25,46         | 7             | 23,38         | 14            | 14   |
| Paul Costa       | Buckelpiste | 22,20         | 26            | ausgeschieden | ausgeschieden | 26   |

### Rennrodeln
| Athlet      | Wettbewerb | Lauf 1   | Lauf 1 | Lauf 2   | Lauf 2 | Lauf 3   | Lauf 3 | Lauf 4   | Lauf 4 | Gesamt       | Gesamt |
| Athlet      | Wettbewerb | Zeit     | Rang   | Zeit     | Rang   | Zeit     | Rang   | Zeit     | Rang   | Zeit         | Rang   |
| ----------- | ---------- | -------- | ------ | -------- | ------ | -------- | ------ | -------- | ------ | ------------ | ------ |
| Männer      |            |          |        |          |        |          |        |          |        |              |        |
| Roger White | Einsitzer  | 55,674 s | 33     | 54,546 s | 33     | 54,842 s | 32     | 58,000 s | 32     | 3:43,062 min | 32     |

### Shorttrack
| Athleten                                                      | Wettbewerbe    | Vorlauf     | Vorlauf | Viertelfinale | Viertelfinale | Halbfinale    | Halbfinale    | Finale        | Finale        | Rang   |
| Athleten                                                      | Wettbewerbe    | Zeit        | Rang    | Zeit          | Rang          | Zeit          | Rang          | Zeit          | Rang          | Rang   |
| ------------------------------------------------------------- | -------------- | ----------- | ------- | ------------- | ------------- | ------------- | ------------- | ------------- | ------------- | ------ |
| Frauen                                                        |                |             |         |               |               |               |               |               |               |        |
| Karen Kah                                                     | 500 m          | 48,56 s     | 2       | 47,90 s       | 3             | ausgeschieden | ausgeschieden | ausgeschieden | ausgeschieden | 12     |
| Karen Kah                                                     | 1000 m         | 1:41,64 min | 1       | 1:39,93 min   | 4             | ausgeschieden | ausgeschieden | ausgeschieden | ausgeschieden | 11     |
| Männer                                                        |                |             |         |               |               |               |               |               |               |        |
| Steven Bradbury                                               | 500 m          | 45,43 s     | 2       | 44,18 s       | 1             | 1:03,51 min   | 4             | 45,33 s       | 4             | 8      |
| Steven Bradbury                                               | 1000 m         | 2:01,89 min | 3       | ausgeschieden | ausgeschieden | ausgeschieden | ausgeschieden | ausgeschieden | ausgeschieden | 24     |
| Kieran Hansen                                                 | 500 m          | 46,30 s     | 3       | ausgeschieden | ausgeschieden | ausgeschieden | ausgeschieden | ausgeschieden | ausgeschieden | 23     |
| Kieran Hansen                                                 | 1000 m         | 1:32,96 min | 2       | 1:32,34 min   | 3             | ausgeschieden | ausgeschieden | ausgeschieden | ausgeschieden | 12     |
| Richard Nizielski                                             | 500 m          | 44,86 s     | 1       | 45,57 s       | 4             | ausgeschieden | ausgeschieden | ausgeschieden | ausgeschieden | 10     |
| Richard Nizielski                                             | 1000 m         | 1:32,42 min | 2       | 1:29,93 min   | 4             | ausgeschieden | ausgeschieden | ausgeschieden | ausgeschieden | 13     |
| Steven Bradbury Kieran Hansen Andrew Murtha Richard Nizielski | 5000-m-Staffel | —           | —       | —             | —             | 7:14,41 min   | 2             | 7:13,68 min   | 3             | Bronze |

### Ski Alpin
| Athleten       | Wettbewerbe        | 1. Lauf     | 1. Lauf | 2. Lauf     | 2. Lauf | Gesamt      | Gesamt |
| Athleten       | Wettbewerbe        | Zeit        | Rang    | Zeit        | Rang    | Zeit        | Rang   |
| -------------- | ------------------ | ----------- | ------- | ----------- | ------- | ----------- | ------ |
| Frauen         |                    |             |         |             |         |             |        |
| Zali Steggall  | Alpine Kombination | 1:33,46 min | 31      | DNF         | DNF     | DNF         | DNF    |
| Zali Steggall  | Riesenslalom       | 1:28,68 min | 35      | 1:17,46 min | 24      | 2:46,14 min | 24     |
| Zali Steggall  | Slalom             | 1:03,16 min | 28      | 59,88 s     | 22      | 2:03,04 min | 22     |
| Männer         |                    |             |         |             |         |             |        |
| Anthony Huguet | Riesenslalom       | 1:33,60 min | 37      | DNF         | DNF     | DNF         | DNF    |
| Anthony Huguet | Super-G            | —           | —       | —           | —       | 1:37,44 min | 37     |

### Skilanglauf
| Athleten      | Wettbewerbe      | Zeit        | Rang |
| ------------- | ---------------- | ----------- | ---- |
| Männer        |                  |             |      |
| Anthony Evans | 10 km klassisch  | 27:09,9 min | 51   |
| Anthony Evans | 15 km Verfolgung | 44:02,9 min | 57   |
| Anthony Evans | 50 km klassisch  | 2:22:05,2 h | 47   |
| Mark Gray     | 10 km klassisch  | 27:54,0 min | 67   |
| Mark Gray     | 15 km Verfolgung | 45:41,1 min | 66   |
| Mark Gray     | 30 km Freistil   | 1:24:49,9 h | 61   |
| Mark Gray     | 50 km klassisch  | 2:28:51,6 h | 59   |